# Bahir Dar
Bahir Dar (în amharică ባሕር ዳር, în traducere malul mării)   este un oraș  în  partea de nord vest  a Etiopiei, pe malul sudic al lacului Tana. Centru administrativ al statului  Amhara.